# Gąska (gromada)
Gąska – dawna gromada, czyli najmniejsza jednostka podziału terytorialnego Polskiej Rzeczypospolitej Ludowej w latach 1954–1972.
Gromady, z gromadzkimi radami narodowymi (GRN) jako organami władzy najniższego stopnia na wsi, funkcjonowały od reformy reorganizującej administrację wiejską przeprowadzonej jesienią 1954 do momentu ich zniesienia z dniem 1 stycznia 1973, tym samym wypierając organizację gminną w latach 1954–1972.
Gromadę Gąska z siedzibą GRN w Gąsce (w obecnym brzmieniu Stara Gąska) utworzono – jako jedną z 8759 gromad na obszarze Polski – w powiecie łukowskim w woj. lubelskim na mocy uchwały nr 13 WRN w Lublinie z dnia 5 października 1954. W skład jednostki weszły obszary dotychczasowych gromad Wróblina Stara, Wróblina Nowa, Gąska, Jonnik i Ruda ze zniesionej gminy Stanin w tymże powiecie. Dla gromady ustalono 14 członków gromadzkiej rady narodowej.
1 stycznia 1962 gromadę zniesiono, włączając jej obszar do gromad Stanin (wsie Gąska, Wróblina Nowa, Wróblina Stara i Jonnik oraz kolonie Borowina i Gąsówka) i Krzywda (wieś Ruda) w tymże powiecie.